# Omar El Kaddouri
Omar El Kaddouri (Brussel, 21 augustus 1990) is een Marokkaans-Belgische voetballer die bij voorkeur als middenvelder speelt. Hij debuteerde in 2013 in het Marokkaans voetbalelftal.

## Carrière
Omar El Kaddouri begon met voetballen bij Diegem Sport, waar hij werd gescout door RSC Anderlecht. Daar werd hij een ploegmaat van onder andere Ziguy Badibanga en René Sterckx. Op 17-jarige leeftijd kreeg hij de kans om een profcontract te tekenen bij Anderlecht, maar via zijn makelaar koos hij uiteindelijk voor het buitenland. El Kaddouri verhuisde in 2008 naar Italië. Hij sloot zich er aan bij Brescia, op dat moment actief in de Serie B. El Kaddouri kwam in het seizoen 2008/09 één keer in actie voor Brescia. Twee seizoenen later werd hij uitgeleend aan FC Südtirol. Daar werd hij basisspeler, wat hem vervolgens een basisplaats bij Brescia opleverde. In augustus 2012 tekende El Kaddouri een contract voor vijf seizoenen bij Napoli. Na een korte tussenstop bij Empoli FC tekende El Kaddouri in 2017 een vierjarig contract bij PAOK Saloniki. Hij bleef er tot medio 2023. Daarna speelde hij een half seizoen voor het Roemeense CFR Cluj en een seizoen voor het Italiaanse SPAL.

## Clubstatistieken[2]
| Seizoen | Club           | Land                 | Competitie        | Competitie | Competitie | Beker | Beker | Internationaal | Internationaal | Totaal | Totaal |
| Seizoen | Club           | Land                 | Competitie        | Wed.       | Dlp.       | Wed.  | Dlp.  | Wed.           | Dlp.           | Wed.   | Dlp.   |
| ------- | -------------- | -------------------- | ----------------- | ---------- | ---------- | ----- | ----- | -------------- | -------------- | ------ | ------ |
| 2008/09 | Brescia Calcio | Vlag van Italië      | Serie B           | 1          | 0          | 0     | 0     | —              | —              | 1      | 0      |
| 2009/10 | Brescia Calcio | Vlag van Italië      | Serie B           | 0          | 0          | 2     | 0     | —              | —              | 2      | 0      |
| 2010/11 | → FC Südtirol  | Vlag van Italië      | Prima Divisione A | 32         | 2          | 0     | 0     | —              | —              | 32     | 2      |
| 2011/12 | Brescia Calcio | Vlag van Italië      | Serie B           | 38         | 7          | 2     | 0     | —              | —              | 40     | 7      |
| 2012/13 | SSC Napoli     | Vlag van Italië      | Serie A           | 7          | 0          | 1     | 0     | 4              | 0              | 12     | 0      |
| 2013/14 | → Torino FC    | Vlag van Italië      | Serie A           | 29         | 5          | 1     | 0     | —              | —              | 30     | 5      |
| 2014/15 | → Torino FC    | Vlag van Italië      | Serie A           | 32         | 3          | 1     | 0     | 13             | 1              | 46     | 4      |
| 2015/16 | SSC Napoli     | Vlag van Italië      | Serie A           | 20         | 1          | 1     | 1     | 5              | 1              | 26     | 3      |
| 2016/17 | SSC Napoli     | Vlag van Italië      | Serie A           | 5          | 0          | 0     | 0     | 0              | 0              | 5      | 0      |
| 2016/17 | Empoli FC      | Vlag van Italië      | Serie A           | 15         | 3          | 0     | 0     | —              | —              | 15     | 3      |
| 2017/18 | Empoli FC      | Vlag van Italië      | Serie A           | 0          | 0          | 1     | 0     | —              | —              | 1      | 0      |
| 2017/18 | PAOK Saloniki  | Vlag van Griekenland | Super League      | 18         | 1          | 3     | 1     | 0              | 0              | 21     | 2      |
| 2018/19 | PAOK Saloniki  | Vlag van Griekenland | Super League      | 17         | 1          | 6     | 0     | 9              | 1              | 32     | 2      |
| 2019/20 | PAOK Saloniki  | Vlag van Griekenland | Super League      | 18         | 1          | 1     | 0     | 4              | 0              | 23     | 1      |
| Totaal  | Totaal         | Totaal               | Totaal            | 232        | 24         | 19    | 2     | 35             | 3              | 286    | 29     |

## Interlandcarrière
El Kaddouri kreeg bij Belgische beloftenploeg twee invalbeurten van bondscoach Francky Dury, maar koos achteraf toch voor de nationale ploeg van Marokko. In 2012 nam de middenvelder met zijn land deel aan de Olympische Spelen in Londen. Hij debuteerde voor Marokko op 14 augustus 2013 in een oefeninterland tegen Burkina Faso. Hij viel na 61 minuten in voor Nordin Amrabat.
El kaddouri werd geselecteerd voor de Afrika Cup 2017. Hij speelde hierop drie wedstrijden.

## Erelijst
| Kampioen Super League | 1x | 2018/19                   |
| Beker van Griekenland | 3x | 2017/18, 2018/19, 2020/21 |